# Sauropus trinervis
Sauropus trinervis là một loài thực vật có hoa trong họ Diệp hạ châu. Loài này được Hook.f. & Thomson ex Müll.Arg. miêu tả khoa học đầu tiên năm 1863.